# Болаць
Болаць, Болаці (рум. Bolați) — село у повіті Васлуй в Румунії. Входить до складу комуни Ребріча.
Село розташоване на відстані 292 км на північний схід від Бухареста, 25 км на північний захід від Васлуя, 34 км на південь від Ясс.

## Населення
За даними перепису населення 2002 року у селі проживала 231 особа, усі — румуни. Усі жителі села рідною мовою назвали румунську.